# Greeley (Colorado)
Greeley je město v okresu Weld County ve státě Colorado ve Spojených státech amerických. Je 10. největším městem v Coloradu a 286. největším městem ve Spojených státech. Leží v oblasti Severního Colorada v oblasti High Plains asi 80 kilometrů severně od Denveru a 40 kilometrů východně od Skalnatých hor.
K roku 2020 zde žilo 108 795 obyvatel. S celkovou rozlohou 127 km² byla hustota zalidnění 858 obyvatel na km². Založen byl v roce 1869 jako zemědělská komunita. Městem je Greeley od roku 1886. Ve městě sídlí University of Northern Colorado a Aims Community College. Nachází se v oblasti se semiaridním podnebím.